# Goliad
Goliad [ˈgoʊliæd] är administrativ huvudort i Goliad County i Texas. Enligt 2010 års folkräkning hade Goliad 1 908 invånare.